# Liste du patrimoine culturel immatériel de l'humanité en Lettonie
Cet article recense les pratiques inscrites au patrimoine culturel immatériel en Lettonie.

## Statistiques
La Lettonie a ratifié la convention pour la sauvegarde du patrimoine culturel immatériel le 14 janvier 2005. La première pratique protégée est inscrite en 2008.
En 2022, la Lettonie compte 3 éléments inscrits au patrimoine culturel immatériel, 2 sur la liste représentative et 1 nécessitant une sauvegarde urgente.

## Listes

### Liste représentative
Les éléments suivants sont inscrits sur la liste représentative du patrimoine culturel immatériel de l'humanité :
| Élément                                     | Type | Subdivision | Année | Lien  | Notes                                                                      | Illus. |
| ------------------------------------------- | --- | ----------- | ----- | ----- | -------------------------------------------------------------------------- | ------ |
| Les célébrations de chants et danses baltes | arts du spectacle |             | 2008  | 00087 | Partagé avec l'Estonie et la Lituanie                                      |        |
| Le radelage                                 | traditions et expressions orales connaissances et pratiques concernant la nature et l'univers savoir-faire liés à l'artisanat traditionnel. |             | 2022  | 01866 | Partagé avec l'Allemagne, l'Autriche, l'Espagne, la Pologne et la Tchéquie |        |

### Patrimoine immatériel nécessitant une sauvegarde urgente
La Lettonie compte un élément listé sur la liste du patrimoine immatériel nécessitant une sauvegarde urgente :
| Élément                     | Type | Subdivision | Année | Lien  | Notes | Illus. |
| --------------------------- | --- | ----------- | ----- | ----- | ----- | ------ |
| L'espace culturel des Suiti | traditions et expressions orales arts du spectacle pratiques sociales, rituels et événements festifs savoir-faire liés à l’artisanat traditionnel |             | 2009  | 00314 |       |        |

### Registre des meilleures pratiques de sauvegarde
La Lettonie ne compte aucune pratique listée au registre des meilleures pratiques de sauvegarde.